# Theano (Deep Learning)
Theano ist eine Python-Bibliothek für maschinelles Lernen. Sie wurde 2007 vom Montreal Institute for Learning Algorithms veröffentlicht. Die Bibliothek stellt allgemein Werkzeuge und Methoden zur Berechnung mathematischer Ausdrücke bereit, die für maschinelles Lernen gebraucht werden, aber anders als viele vergleichbare Bibliotheken keine vorgefertigten Modelle. Mit Version 1.0.0 im Jahr 2017 wurde die Weiterentwicklung eingestellt. Der Name verweist auf die antike Pythagoreerin Theano.
Mathematische Ausdrücke werden in Theano durch eine NumPy-ähnliche Syntax programmiert und symbolisch repräsentiert, wodurch nach eigenen Angaben ineffizient formulierte Ausdrücke in effizientere Formen umgewandelt werden können. Theano setzt diese Berechnungsanweisungen in C++- oder CUDA-Code um, der effizient auf den normalen Prozessoren eines Computers (CPU) oder auf Grafikprozessoren (GPU) läuft.
Theano eignet sich für den akademischen Einsatz. Die mittlerweile fehlende Weiterentwicklung wird jedoch aus heutiger Sicht als entscheidender Nachteil gesehen, weswegen die Bibliothek spätestens seit 2019 als überholt gilt. Theano kann für das Framework Keras als Backend genutzt werden. Auf GitHub wurden bis Oktober 2018 ca. 2.500 eigene Entwicklungszweige (sogenannte „Forks“) der Software angelegt, die als ein Maß für die Größe der Community der Nutzer und Entwickler einer Software gelten – das populärste vergleichbare Produkt TensorFlow erreichte 69.000 Forks.
Am 17. Mai 2018 schrieb Chris Fonnesbeck vom PyMC Entwicklerteam, dass die PyMC Entwickler offiziell die Weiterentwicklung von Theano übernehmen. Seit Anfang 2021 erfolgt die Weiterentwicklung des Theano-Forks unter dem Projektnamen Aesara.
Aus diesem ist nun der Fork Pytensor hervorgegangen.